# Svetlana Kolesnichenko
Svetlana Konstantinovna Kolesnichenko –en ruso: Светлана Константиновна Колесниченко– (Gátchina, 20 de septiembre de 1993) es una deportista rusa que compite en natación sincronizada.
Participó en dos Juegos Olímpicos de Verano en los años 2016 y 2020, obteniendo tres medallas, oro en Río de Janeiro 2016 y dos oros en Tokio 2020. Ganó dieciséis medallas de oro en el Campeonato Mundial de Natación entre los años 2011 y 2019, y once medallas de oro en el Campeonato Europeo de Natación entre los años 2014 y 2021.

## Palmarés internacional
| Juegos de los BRICS | Juegos de los BRICS     | Juegos de los BRICS | Juegos de los BRICS |
| Año                 | Lugar                   | Medalla             | Prueba              |
| ------------------- | ----------------------- | ------------------- | ------------------- |
| 2024                | Kazán (Rusia)           | Medalla de oro      | Libre               |
| Juegos Olímpicos    |                         |                     |                     |
| Año                 | Lugar                   | Medalla             | Prueba              |
| 2016                | Río de Janeiro (Brasil) | Medalla de oro      | Equipo              |
| 2020                | Tokio (Japón)           | Medalla de oro      | Dúo                 |
| 2020                | Tokio (Japón)           | Medalla de oro      | Equipo              |
| Campeonato Mundial  |                         |                     |                     |
| Año                 | Lugar                   | Medalla             | Prueba              |
| 2011                | Shanghái (China)        | Medalla de oro      | Equipo técnico      |
| 2011                | Shanghái (China)        | Medalla de oro      | Equipo libre        |
| 2011                | Shanghái (China)        | Medalla de oro      | Combinación libre   |
| 2013                | Barcelona (España)      | Medalla de oro      | Dúo técnico         |
| 2013                | Barcelona (España)      | Medalla de oro      | Dúo libre           |
| 2013                | Barcelona (España)      | Medalla de oro      | Equipo libre        |
| 2015                | Kazán (Rusia)           | Medalla de oro      | Equipo técnico      |
| 2015                | Kazán (Rusia)           | Medalla de oro      | Equipo libre        |
| 2015                | Kazán (Rusia)           | Medalla de oro      | Combinación libre   |
| 2017                | Budapest (Hungría)      | Medalla de oro      | Solo técnico        |
| 2017                | Budapest (Hungría)      | Medalla de oro      | Solo libre          |
| 2017                | Budapest (Hungría)      | Medalla de oro      | Dúo técnico         |
| 2017                | Budapest (Hungría)      | Medalla de oro      | Dúo libre           |
| 2019                | Gwangju (Corea del Sur) | Medalla de oro      | Solo técnico        |
| 2019                | Gwangju (Corea del Sur) | Medalla de oro      | Dúo técnico         |
| 2019                | Gwangju (Corea del Sur) | Medalla de oro      | Dúo libre           |
| Campeonato Europeo  |                         |                     |                     |
| Año                 | Lugar                   | Medalla             | Prueba              |
| 2014                | Berlín (Alemania)       | Medalla de oro      | Dúo                 |
| 2014                | Berlín (Alemania)       | Medalla de oro      | Equipo              |
| 2016                | Londres (Reino Unido)   | Medalla de oro      | Equipo técnico      |
| 2016                | Londres (Reino Unido)   | Medalla de oro      | Combinación libre   |
| 2018                | Glasgow (Reino Unido)   | Medalla de oro      | Solo técnico        |
| 2018                | Glasgow (Reino Unido)   | Medalla de oro      | Solo libre          |
| 2018                | Glasgow (Reino Unido)   | Medalla de oro      | Dúo técnico         |
| 2018                | Glasgow (Reino Unido)   | Medalla de oro      | Dúo libre           |
| 2021                | Budapest (Hungría)      | Medalla de oro      | Dúo técnico         |
| 2021                | Budapest (Hungría)      | Medalla de oro      | Dúo libre           |
| 2021                | Budapest (Hungría)      | Medalla de oro      | Equipo técnico      |